# Earl of Oxford

Ursprüngliches Wappen der Earls of Oxford

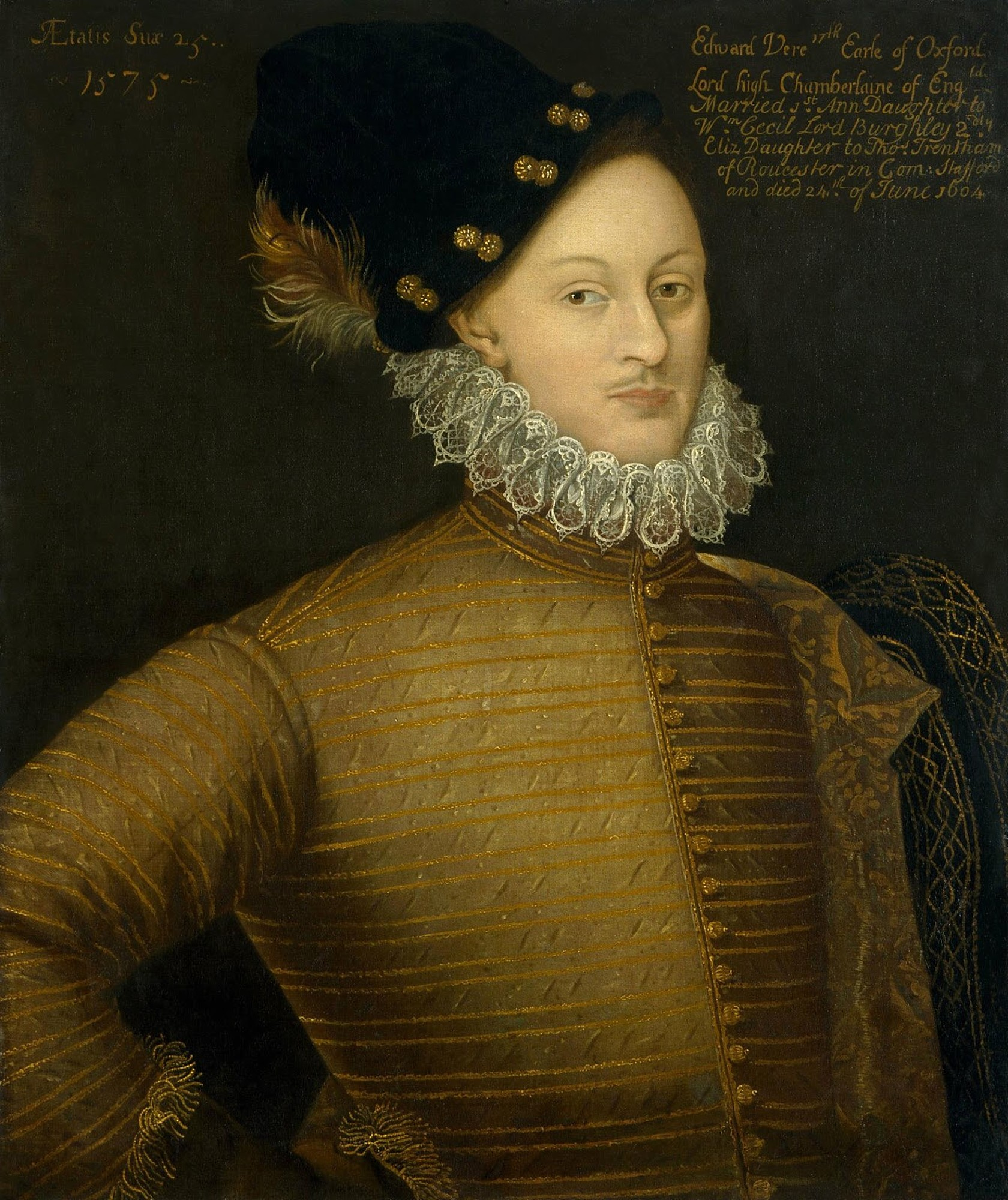
Edward de Vere, 17. Earl of Oxford

Earl of Oxford war einer der ältesten erblichen britischen Adelstitel in der Peerage of England.
Familiensitz der Earls war Hedingham Castle in Essex.

## Verleihung
Der Titel wurde im Juli 1142 durch Letters Patent von König Stephan an Aubrey III. de Vere verliehen. Er war der Sohn von Aubrey II. de Vere aus der Familie de Vere. In der ursprünglichen Verleihungsurkunde hieß der Titel noch Earl of Cambridge wurde aber kurz darauf in Earl of Oxford geändert, infolge eines Einspruches König Davids I. von Schottland, der Cambridge als Teil des als Apanage seiner Gattin ihm gehörigen Earldoms of Huntingdon betrachtete.
Der 1. Earl war seit 1133 Lord Great Chamberlain. Bis zum 18. Earl waren alle seine Nachfolger als Earl of Oxford auch erbliche Inhaber dieses Amtes.
Der 9. Earl war ein Günstling und Vertrauter König Richards II. Dieser erhob ihn am 1. Dezember 1385 auf Lebenszeit zum Marquess of Dublin. Es war die erste Ernennung eines Marquess auf den Britischen Inseln. Am 13. Oktober 1386 legte er den Marquesstitel nieder und wurde stattdessen auf Lebenszeit zum Duke of Ireland erhoben. Der Titel eines Dukes war bis dahin nahen Verwandten des Königs vorbehalten. Gegen die Günstlingswirtschaft des Königs erhoben sich einige Barone, die Lords Appellant. Diesen unterlag der Duke 1387 in der Schlacht und wurde ins Exil nach Frankreich verbannt. Seine Titel wurden ihm 1388 aberkannt und seine Ländereien eingezogen. Noch zu seinen Lebzeiten erhielt am 12. Februar 1392 sein Onkel und Erbe Aubrey de Vere die Ländereien sowie den Earlstitel als 10. Earl zurück. Teils wird dies auch als Neuverleihung des Titels gewertet und gezählt.
Dessen Urenkel, der 13. Earl, stand während der Rosenkriege auf Seiten des Hauses Lancaster. Als das Haus York die Oberhand erlangte, wurde ihm der Titel im Oktober 1474 wegen Hochverrats durch Parlamentsbeschluss (Bill of Attainder) aberkannt. Im Oktober 1485, nach Zurückerlangung der Macht durch das Haus Lancaster, erwirkte er die Rücknahme des Beschlusses und Wiederherstellung des Titels.
Der 17. Earl erlangte dadurch Bekanntheit, dass teilweise vermutet wurde, dass er der eigentliche Autor der Werke von William Shakespeare sei.
Die Earlswürde erlosch schließlich am 12. März 1703, als der 20. Earl starb, ohne männliche Nachkommen zu hinterlassen.
Die Earls of Oxford hatten keine nachgeordneten Titel inne, die Titelerben (Heirs Apparent) verwendeten daher teils die erfundenen Höflichkeitstitel Lord Vere und später Viscount Bolebec (auch Bulbeck).

## Liste der Earls of Oxford

### Earl of Oxford (1142)
- Aubrey de Vere, 1. Earl of Oxford (1110–1194)
- Aubrey de Vere, 2. Earl of Oxford (1172–1214)
- Robert de Vere, 3. Earl of Oxford († 1221)
- Hugh de Vere, 4. Earl of Oxford (1210–1263)
- Robert de Vere, 5. Earl of Oxford (1240–1296) (Titel verwirkt 1265; wiederhergestellt 1266)
- Robert de Vere, 6. Earl of Oxford (1257–1331)
- John de Vere, 7. Earl of Oxford (1312–1360)
- Thomas de Vere, 8. Earl of Oxford (1337–1371)
- Robert de Vere, 9. Earl of Oxford, Duke of Ireland, Marquess of Dublin (1362–1392) (Titel verwirkt 1388)
- Aubrey de Vere, 10. Earl of Oxford (1340–1400) (Titel wiederhergestellt 1392)
- Richard de Vere, 11. Earl of Oxford (1385–1417)
- John de Vere, 12. Earl of Oxford (1408–1462)
- John de Vere, 13. Earl of Oxford (1442–1513) (Titel verwirkt 1474; wiederhergestellt 1485)
- John de Vere, 14. Earl of Oxford (1499–1526)
- John de Vere, 15. Earl of Oxford (1482–1540)
- John de Vere, 16. Earl of Oxford (1516–1562)
- Edward de Vere, 17. Earl of Oxford (1550–1604)
- Henry de Vere, 18. Earl of Oxford (1593–1625)
- Robert de Vere, 19. Earl of Oxford (1575–1632)
- Aubrey de Vere, 20. Earl of Oxford (1627–1703)